# Hieronim Żuczkowski
Hieronim Żuczkowski (ur. 24 lutego 1896 w Warszawie, zm. 19 października 1971 w Bydgoszczy) – polski śpiewak klasyczny i aktor teatralny. 
Śpiewał na scenie od 1915. Występował m.in. w Lublinie, Warszawie, Krakowie, Grudziądzu i Bydgoszczy. W sezonie 1921/1922 był barytonem w zespole Józefa Grodnickiego w Teatrze Miejskim w Lublinie.
Podczas II wojny światowej brał udział w działalności konspiracyjnej. Będąc w stopniu porucznika, walczył w powstaniu warszawskim, gdzie został ranny w nogę. 
Jako aktor zadebiutował 3 lipca 1947 rolą Kertysa w spektaklu Poskromienie złośnicy Williama Szekspira w reż. Tadeusza Białkowskiego na deskach Teatru Polskiego w Bydgoszczy. Do przejścia na emeryturę był aktorem dramatycznym bydgoskiego teatru. W 1964 wystąpił również w filmie Wilczy bilet Antoniego Bohdziewicza.
W 1967 został odznaczony Krzyżem Kawalerskim Orderu Odrodzenia Polski.